# Bayerischer Buchpreis
Der Bayerische Buchpreis ist ein Literaturpreis, der vom Börsenverein des Deutschen Buchhandels, Landesverband Bayern, veranstaltet und seit 2014 jährlich mit Unterstützung vom Freistaat Bayern vergeben wird.

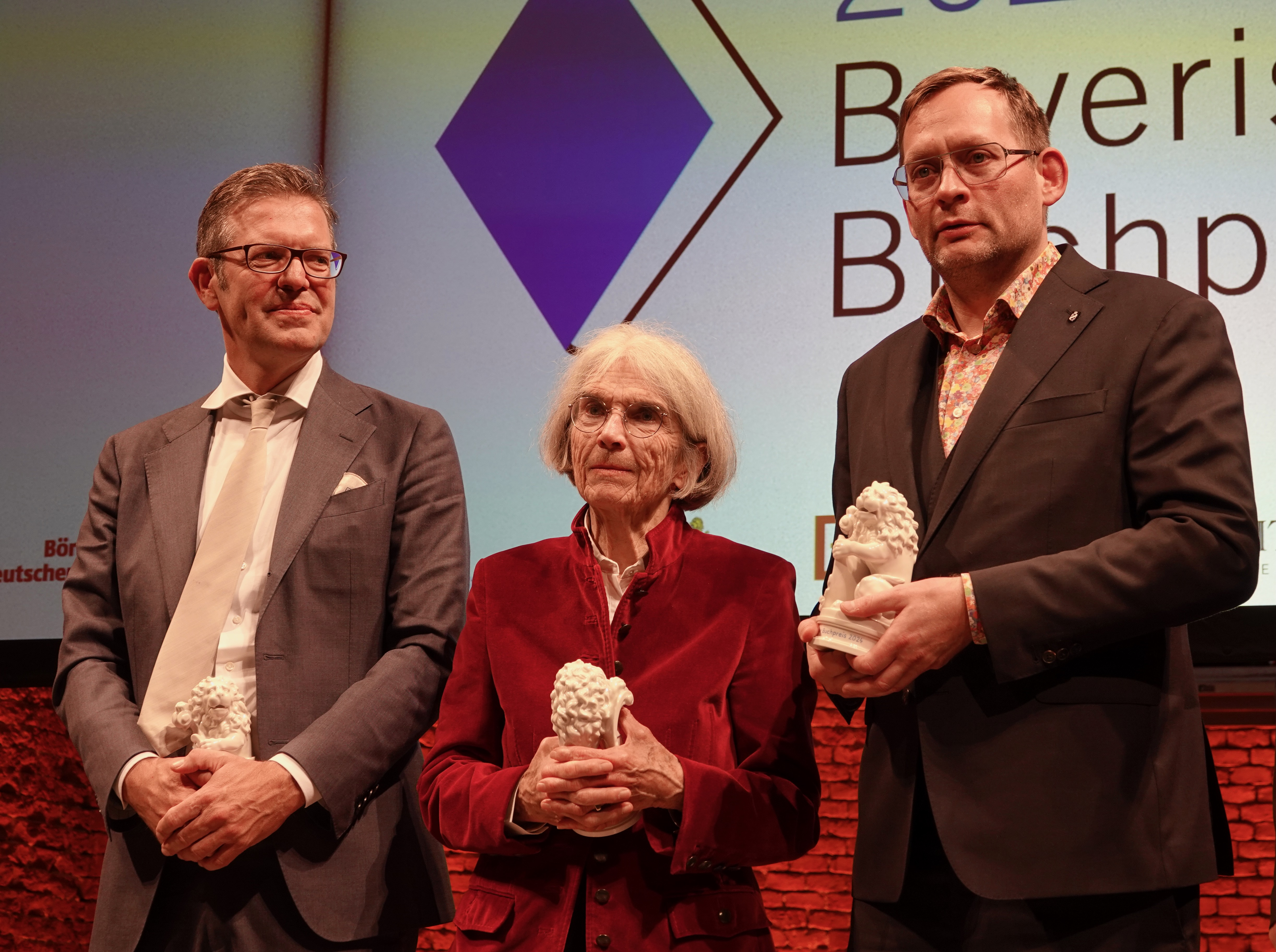
Preisträger 2024 von links: Steffen Mau (Sachbuch), Donna Leon (Ehrenpreis des Ministerpräsidenten), Clemens Meyer (Belletristik)

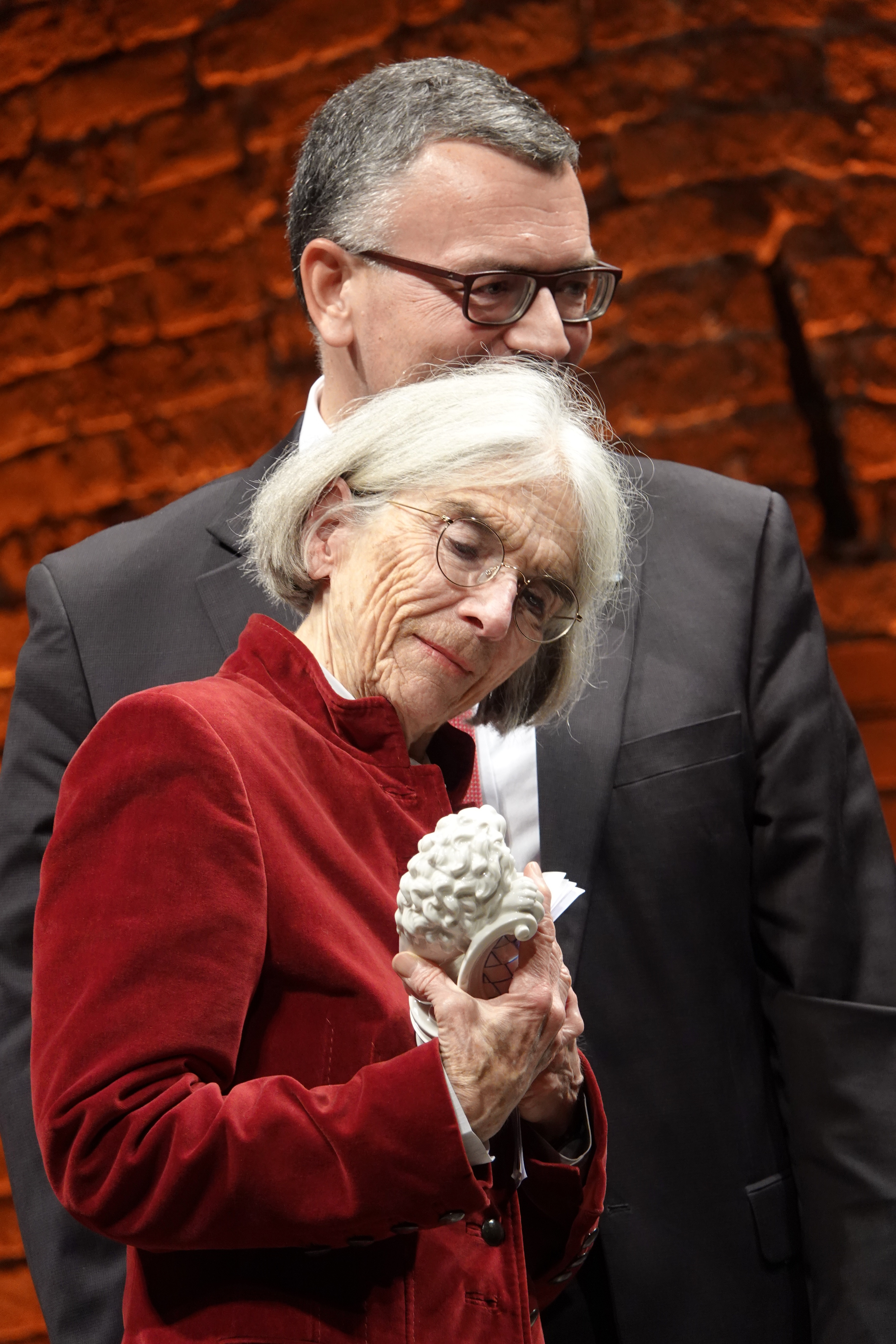
Donna Leon beim Betrachten ihres Preises

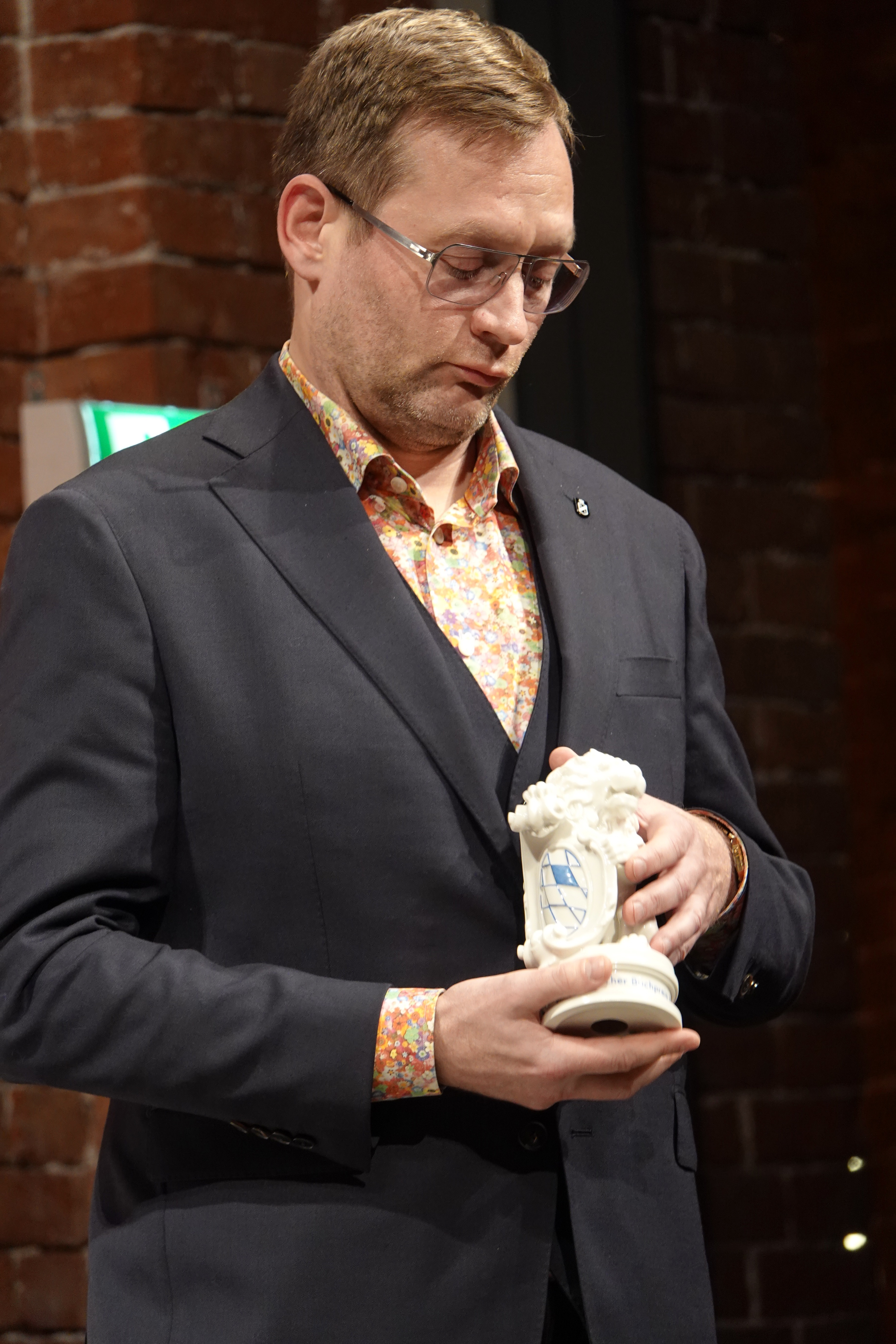
Clemens Meyer beim Betrachten seines Preises

Prämiert werden innerhalb des vergangenen Jahres neu erschienene deutschsprachige Bücher in den Kategorien Belletristik und Sachbuch. Zudem würdigt der Ehrenpreis des Bayerischen Ministerpräsidenten das Lebenswerk eines namhaften Schriftstellers. Die Auszeichnung ist mit einem Preisgeld von 10.000 Euro und einem Löwen der Porzellanmanufaktur Nymphenburg verbunden. Nominierte, aber nicht ausgezeichnete Autoren erhalten jeweils 2000 Euro. Gefördert wird der Bayerische Buchpreis vom Freistaat Bayern. Medienpartner sind der Bayerische Rundfunk und die Wochenzeitung Die Zeit, Förderer ist das PS-Sparen der bayerischen Sparkassen.
Im Jahr 2020 wurde erstmals der Bayern 2-Publikumspreis vergeben, der aus fünf Bestsellern des Jahres ermittelt wird.

## Charakteristika
Der Bayerische Buchpreis ist Nachfolger des Literaturpreises Corine, der von 2001 bis 2011 verliehen wurde. Der Buchpreis wurde 2014 zum ersten Mal vergeben. In diesem Jahr fand zeitgleich das Literaturfest München statt.
Die Preisträger werden von einer für jeweils drei Jahre amtierenden Jury gewählt. Die Mitglieder der ersten Jury waren Franziska Augstein, Carolin Emcke und Denis Scheck. Der Vorsitz wechselte von Jahr zu Jahr; 2015 lag er bei Carolin Emcke, 2016 war Franziska Augstein Vorsitzende. 2017 bestand die Jury aus Thea Dorn, Svenja Flaßpöhler und Knut Cordsen; ab 2018 waren es Sandra Kegel, Svenja Flaßpöhler und Knut Cordsen; seit 2020 sind es Sonja Zekri, Rainer Moritz und Knut Cordsen, der 2020 Juryvorsitzender war. 2021 folgte ihm Sonja Zekri, 2022 lag der Vorsitz bei Rainer Moritz.
Ab 2023 werden Andreas Platthaus, Marie Schoeß (Autorin und Moderatorin beim Bayerischen Rundfunk) und Cornelius Pollmer die Jurorenarbeit übernehmen. Den Vorsitz hatte 2024 Cornelius Pollmer.

## Die aktuelle Jury

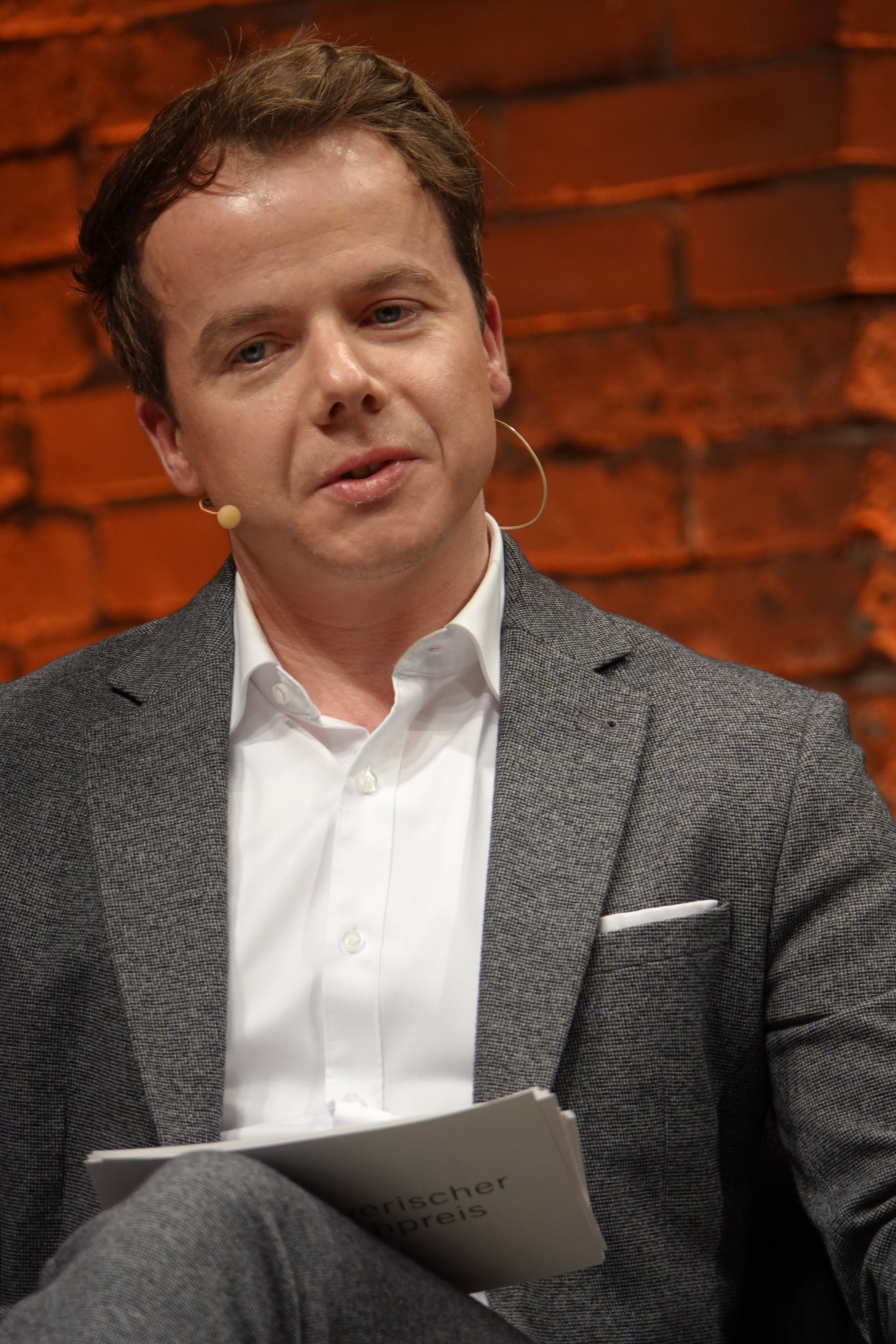
Cornelius Pollmer (SZ)
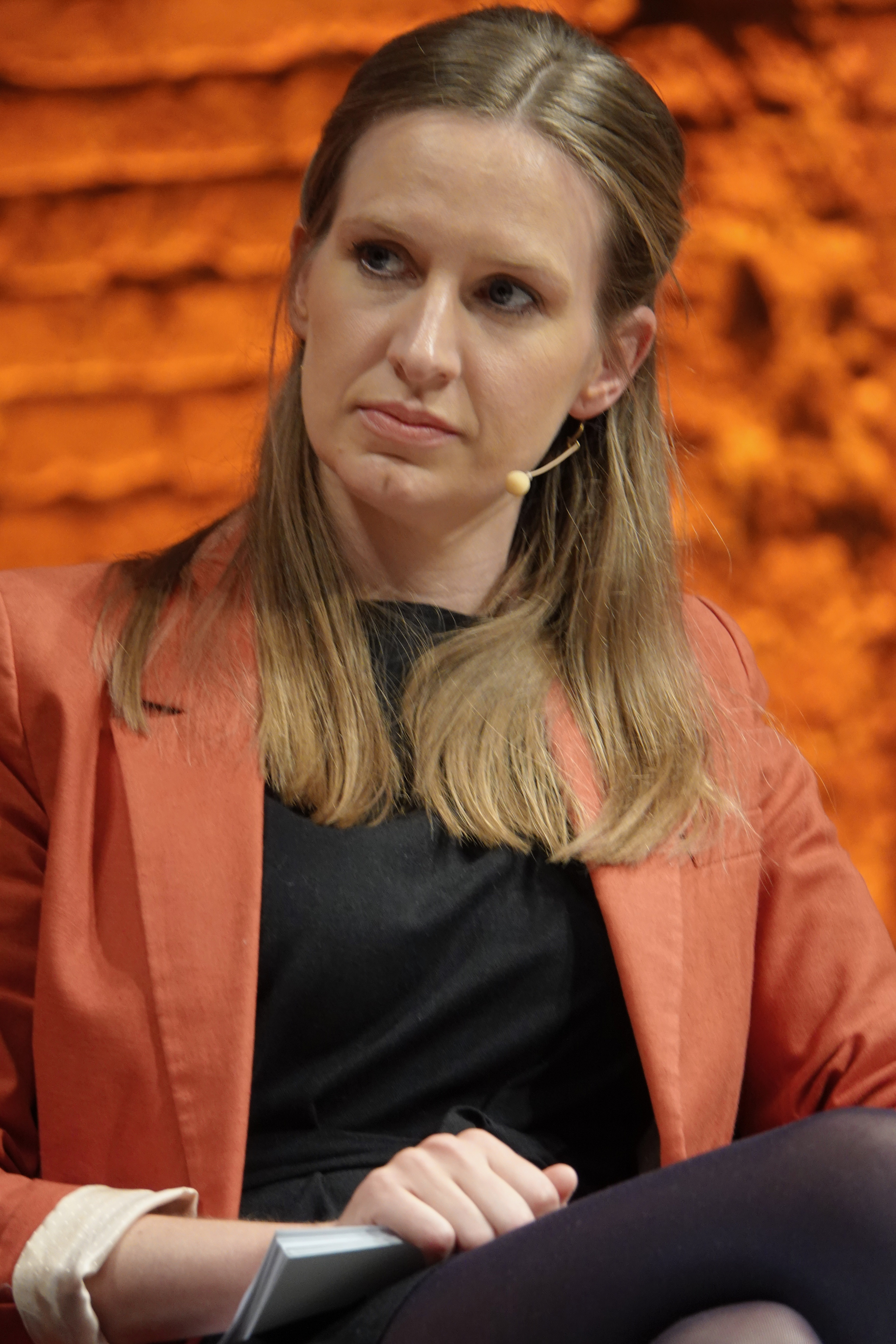
Marie Schoeß (BR)
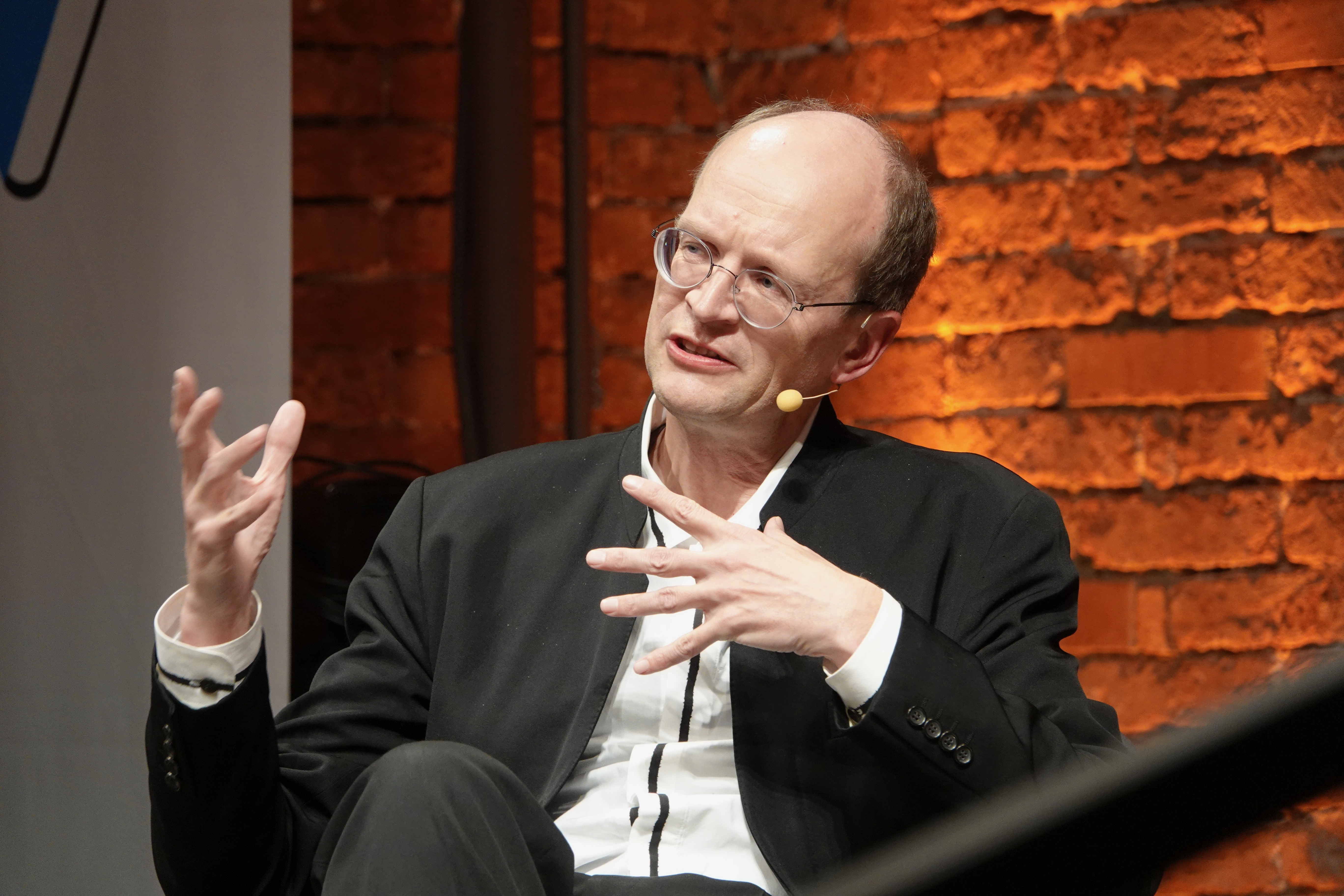
Jury-Vorsitzender Andreas Platthaus (FAZ)

Eine Besonderheit liegt in den Regeln der Preisvergabe.
Vorschläge für den Ehrenpreis des Bayerischen Ministerpräsidenten können von der Fachjury eingebracht werden, das Entscheidungsrecht über den Preisträger hat der Ministerpräsident.
Für die Preise in den Kategorien Belletristik und Sachbuch darf jedes Jurymitglied je zwei Werke zur Auswahl stellen. Als Ergebnis der ersten Jurysitzung im Oktober nominiert die Jury für jede Kategorie drei Bücher. Diese Liste wird veröffentlicht. Unverlangt eingesandte Bücher oder Nominierungsvorschläge werden nicht berücksichtigt. Die Jury stimmt über die Preisträger in den Kategorien Belletristik und Sachbuch unmittelbar vor der Preisverleihung ab, und zwar im Rahmen einer öffentlichen Diskussion vor den geladenen Gästen in der Allerheiligen-Hofkirche der Münchner Residenz.
Dadurch soll, so Denis Scheck, Mitglied der ersten Jury, das an die Öffentlichkeit kommen, was „normalerweise in den Hinterzimmern des Literaturbetriebs stattfindet“: die Entscheidungsfindung der Jury. Wenn diese sich bei einer Kategorie nicht innerhalb von 30 Minuten auf ein Werk einigen kann, verfällt der Preis.

## Nominierte Titel und Preisträger

### 2014

#### Belletristik
- Preisträger: Thomas Hettche: Pfaueninsel, (Kiepenheuer & Witsch)
- Außerdem nominiert: Nino Haratischwili: Das achte Leben (Für Brilka), (Frankfurter Verlagsanstalt) und Thomas Kapielski: Je dickens, destojewski! Ein Volumenroman, (edition suhrkamp)

#### Sachbuch
- Preisträger: Ulrich Herbert: Geschichte Deutschlands im 20. Jahrhundert, (C. H. Beck)
- Außerdem nominiert: Andreas Bernard: Kinder machen, (S. Fischer Verlag) und Josef H. Reichholf: Ornis. Das Leben der Vögel, (C. H. Beck)

#### Ehrenpreis des Bayerischen Ministerpräsidenten
Silvia Bovenschen

### 2015

#### Belletristik
- Preisträgerin: Angela Steidele: Rosenstengel (Matthes und Seitz)
- Außerdem nominiert: Frank Witzel: Die Erfindung der Roten Armee Fraktion durch einen manisch-depressiven Teenager im Sommer 1969 (Matthes und Seitz) und Ulrich Peltzer: Das bessere Leben (S. Fischer Verlag)

#### Sachbuch
- Preisträger: Reiner Stach: Kafka. Die frühen Jahre (S. Fischer Verlag)
- Außerdem nominiert: Bruno Preisendörfer: Als Deutschland noch nicht Deutschland war. Reise in die Goethezeit (Verlag Galiani Berlin) und Monika Rinck: Risiko und Idiotie. Streitschriften (kookbooks)

#### Ehrenpreis des Bayerischen Ministerpräsidenten
- Cornelia Funke[16]

### 2016

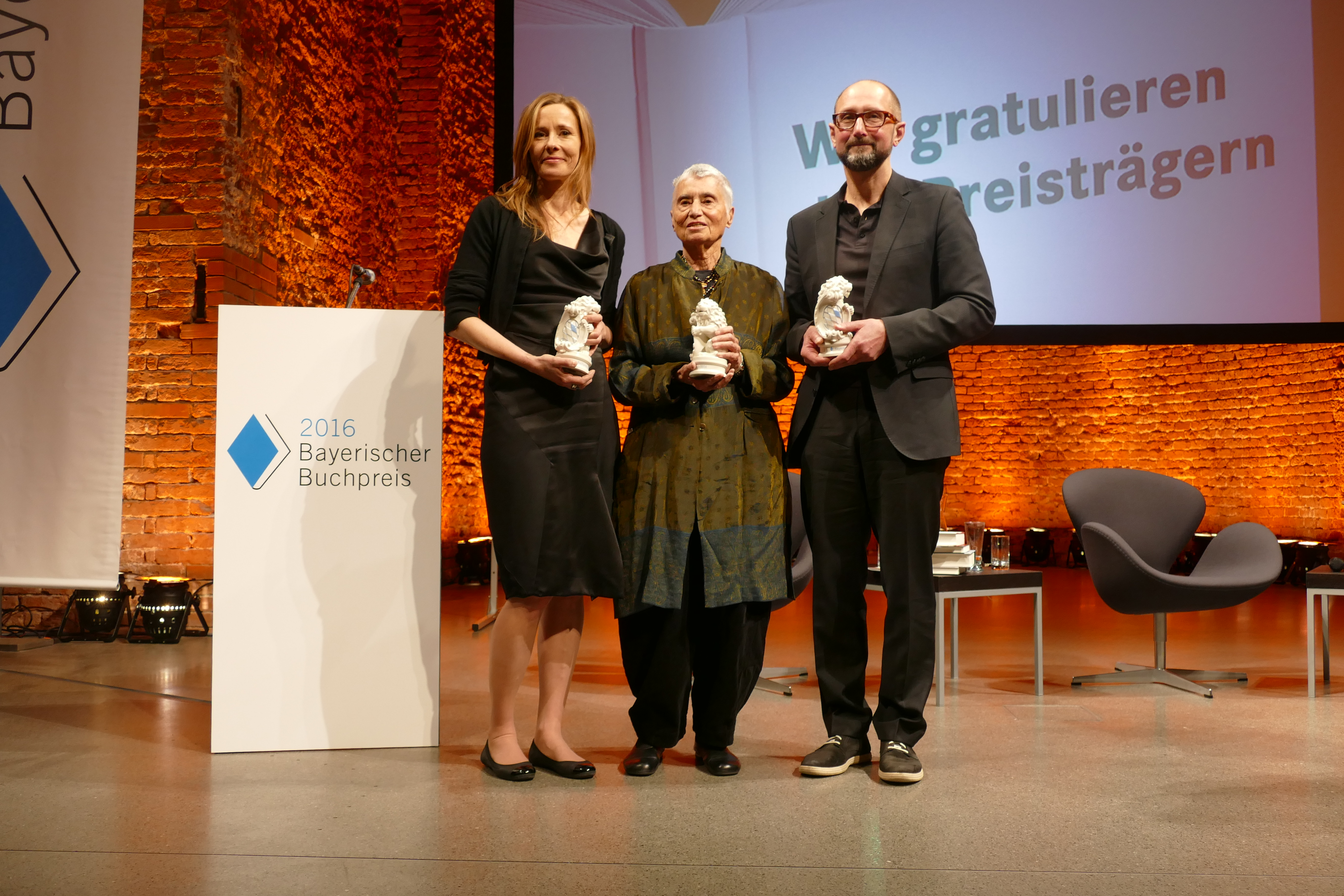
Bayerischer Buchpreis 2016: Andrea Wulf, Ruth Klüger, Heinrich Steinfest

#### Belletristik
- Preisträger: Heinrich Steinfest: Das Leben und Sterben der Flugzeuge (Piper Verlag)
- Außerdem nominiert: Christian Kracht: Die Toten (Kiepenheuer & Witsch) und Terézia Mora: Die Liebe unter Aliens (Luchterhand Verlag)

#### Sachbuch
- Preisträgerin: Andrea Wulf: Alexander von Humboldt und die Erfindung der Natur (C. Bertelsmann Verlag)
- Außerdem nominiert: Markus Schauer: Der Gallische Krieg. Geschichte und Täuschung in Caesars Meisterwerk (Verlag C.H.Beck) und Bettina Stangneth: Böses Denken (Rowohlt Verlag)

#### Ehrenpreis des Bayerischen Ministerpräsidenten
- Ruth Klüger für ihr schriftstellerisches Lebenswerk[17]

In der Begründung hieß es, die Preisträgerin sei eine „unentbehrliche Mahnerin gegen das Vergessen von Gewalt und Verbrechen, die auch zu aktuellen politischen Fragen kritisch Stellung bezieht“.

### 2017

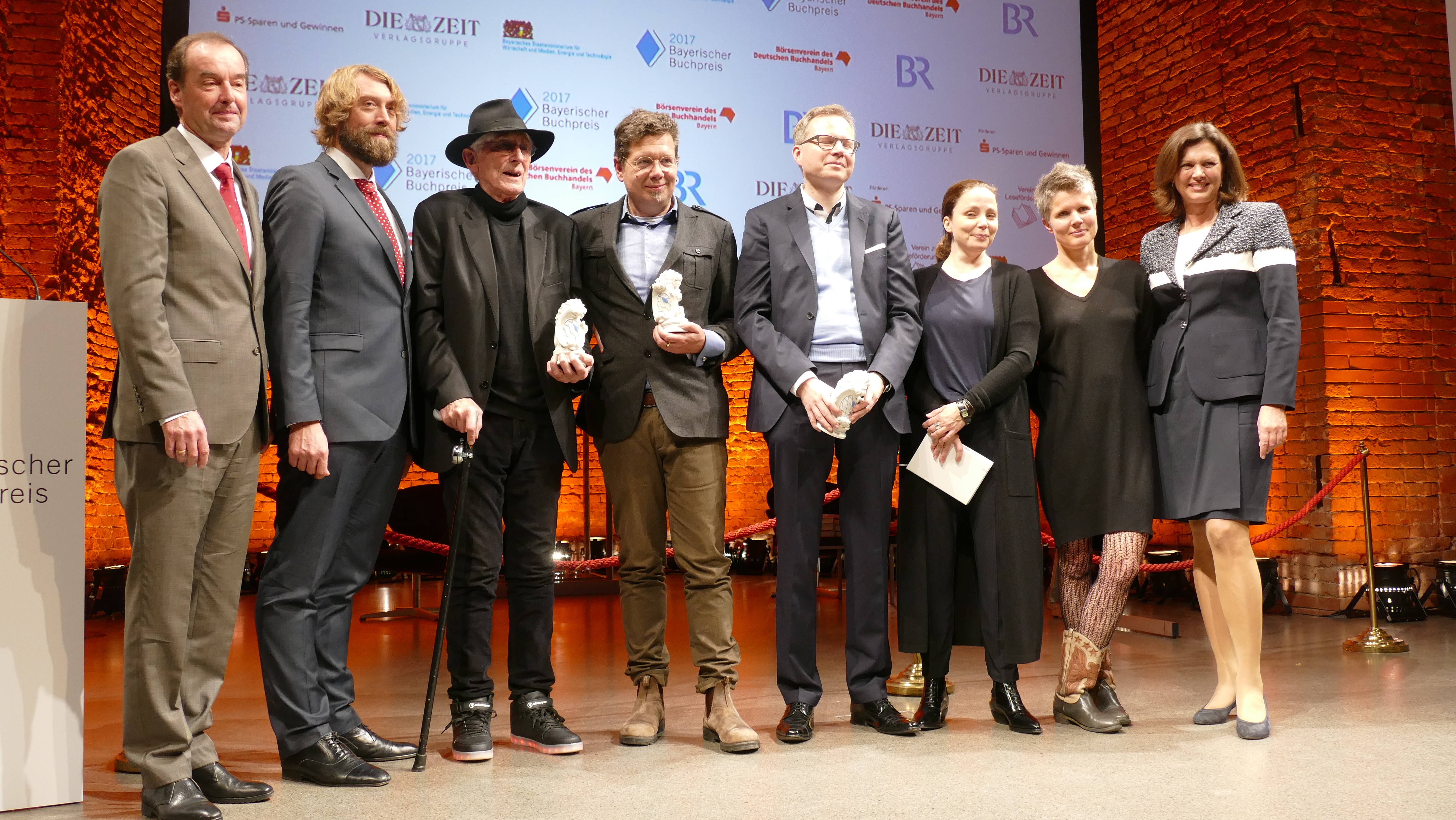
Bayerischer Buchpreis 2017

#### Belletristik
- Preisträger: Franzobel: Das Floß der Medusa (Zsolnay)[18]
- Außerdem nominiert: Petra Morsbach: Justizpalast (Knaus) und Klaus Cäsar Zehrer: Das Genie (Diogenes)

#### Sachbuch
- Preisträger: Andreas Reckwitz: Die Gesellschaft der Singularitäten. Zum Strukturwandel der Moderne (Suhrkamp)
- Außerdem nominiert: Jürgen Goldstein: Blau. Eine Wunderkammer seiner Bedeutungen (Matthes & Seitz), Gerd Koenen: Die Farbe Rot. Ursprünge und Geschichte des Kommunismus (C.H. Beck) und

#### Ehrenpreis des Bayerischen Ministerpräsidenten
- Tomi Ungerer für sein herausragendes Lebenswerk[19]

### 2018

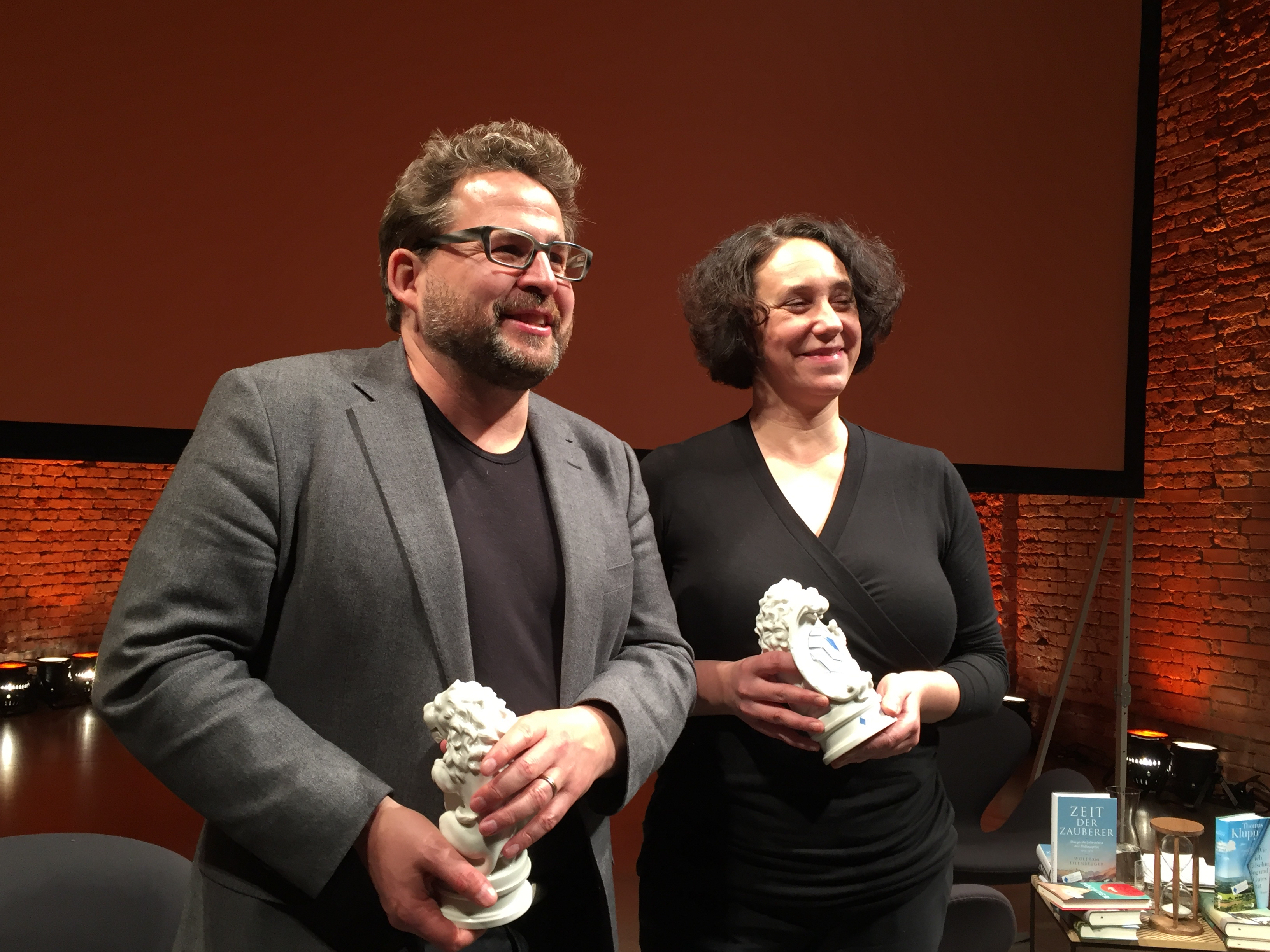
Bayerischer Buchpreis 2018 – Wolfram Eilenberger und Lucy Fricke

#### Belletristik
- Preisträgerin: Lucy Fricke: Töchter (Rowohlt)[20]
- außerdem nominiert: Thomas Klupp: Wie ich fälschte, log und Gutes tat (Berlin Verlag) und Inger-Maria Mahlke: Archipel (Rowohlt)

#### Sachbuch
- Preisträger Wolfram Eilenberger: Zeit der Zauberer. Das große Jahrzehnt der Philosophie 1919–1929 (Klett-Cotta)
- außerdem nominiert: Thomas Bauer: Die Vereindeutigung der Welt. Über den Verlust an Mehrdeutigkeit und Vielfalt (Reclam) und Svenja Goltermann: Opfer. Die Wahrnehmung von Krieg und Gewalt in der Moderne (S. Fischer)

#### Ehrenpreis des Bayerischen Ministerpräsidenten
- Christoph Ransmayr für sein schriftstellerisches Lebenswerk[21]

### 2019

#### Belletristik
- Preisträger: David Wagner für Der vergessliche Riese (Rowohlt)
- außerdem nominiert: Carmen Buttjer: Levi (Galiani), Steffen Kopetzky: Propaganda (Rowohlt Berlin)

#### Sachbuch
- Preisträger: Jan-Werner Müller: Furcht und Freiheit. Für einen anderen Liberalismus (Suhrkamp)
- außerdem nominiert: Dieter Thomä: Warum Demokratien Helden brauchen. Plädoyer für einen zeitgemäßen Heroismus (Ullstein) und Cornelia Koppetsch: Die Gesellschaft des Zorns. Rechtspopulismus im globalen Zeitalter (transcript). Das Buch von Cornelia Koppetsch wurde von der Jury wegen „eines schwebenden Verfahrens über Vorwürfe, dass gewisse Formulierungen nicht dem wissenschaftlichen Comment entsprechen“ zurückgezogen.[22]

#### Ehrenpreis des Bayerischen Ministerpräsidenten
- Joachim Meyerhoff[23]

### 2020

#### Belletristik
- Preisträgerin: Ulrike Draesner: Schwitters, Penguin, München 2020

- außerdem nominiert: Dorothee Elmiger: Aus der Zuckerfabrik, Hanser, München 2020, und Iris Wolff: Die Unschärfe der Welt, Klett-Cotta, Stuttgart 2020

#### Sachbuch
- Preisträger: Jens Malte Fischer: Karl Kraus. Der Widersprecher, Zsolnay, Wien 2020

- außerdem nominiert: Max Czollek: Gegenwartsbewältigung, Hanser, München 2020, und Hedwig Richter: Demokratie. Eine deutsche Affäre, C. H. Beck, München 2020

#### Ehrenpreis des Bayerischen Ministerpräsidenten
- Harald Lesch[24]

#### Bayern-2-Publikumspreis
- Preisträgerin: Monika Helfer: Die Bagage, Hanser Verlag, München 2020[25]

- außerdem nominiert: Jean-Luc Bannalec: Bretonische Spezialitäten, Verlag Kiepenheuer & Witsch, Köln 2020, Maja Göpel/Marcus Jauer: Unsere Welt neu denken, Ullstein Buchverlage, Berlin 2020, Ferdinand von Schirach / Alexander Kluge: Trotzdem, Luchterhand Literaturverlag, München 2020, und Lutz Seiler: Stern 111, Suhrkamp Verlag, Berlin 2020

### 2021

#### Belletristik
- Preisträgerin: Emine Sevgi Özdamar: Ein von Schatten begrenzter Raum (Suhrkamp)
- außerdem nominiert: Jenny Erpenbeck: Kairos (Penguin) und Jovana Reisinger: Spitzenreiterinnen (Verbrecher Verlag)

#### Sachbuch
- Preisträger: Helge Hesse: Die Welt neu beginnen (Reclam)
- außerdem nominiert: Katajun Amirpur: Khomeini. Der Revolutionär des Islams (C.H. Beck) und Philipp Sarasin: 1977. Eine kurze Geschichte der Gegenwart (Suhrkamp)

#### Ehrenpreis des Bayerischen Ministerpräsidenten
- Frank Schätzing[26]

#### Bayern-2-Publikumspreis
- Preisträgerin: Juli Zeh: Über Menschen

### 2022

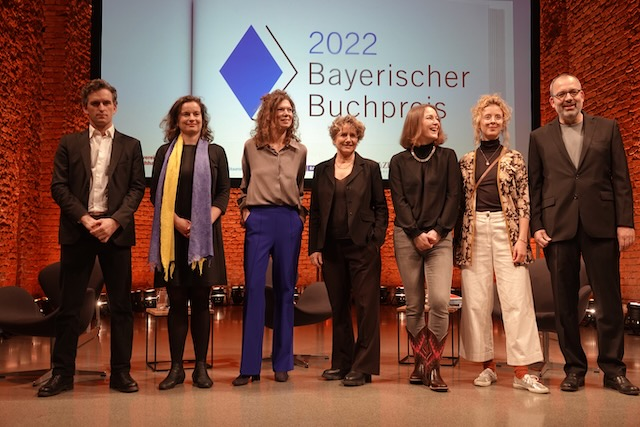
Die Nominierten 2022 v.l.:Reinhard Kaiser-Mühlecker, Franziska Davies, Katja Makhotina, Bettina Flitner (Sachbuch), Annika Büsing, Noemi Somalvico, Andreas Bernard (Belletristik)

#### Belletristik
- Preisträger: Reinhard Kaiser-Mühlecker: Wilderer (S. Fischer)
- außerdem nominiert: Annika Büsing: Nordstadt (Steidl) und Noemi Somalvico: Ist hier das Jenseits, fragt Schwein (Voland & Quist)

#### Sachbuch
- Preisträgerinnen: Franziska Davies, Katja Makhotina: Offene Wunden Osteuropas (wbg)
- außerdem nominiert: Andreas Bernard: Wir gingen raus und spielten Fußball (Klett-Cotta) und Bettina Flitner: Meine Schwester (Kiepenheuer & Witsch)

#### Ehrenpreis des Bayerischen Ministerpräsidenten
- Christopher Clark[27]

#### Bayern-2-Publikumspreis
- Preisträger: Edgar Selge: Hast du uns endlich gefunden (Rowohlt)
- außerdem nominiert: Fatma Aydemir: Dschinns (Hanser); Wolf Haas: Müll (Hoffmann und Campe); Christiane Hoffmann: Alles, was wir nicht erinnern (C. H. Beck); Navid Kermani: Jeder soll von da, wo er ist, einen Schritt näher kommen (Hanser)

### 2023

#### Belletristik

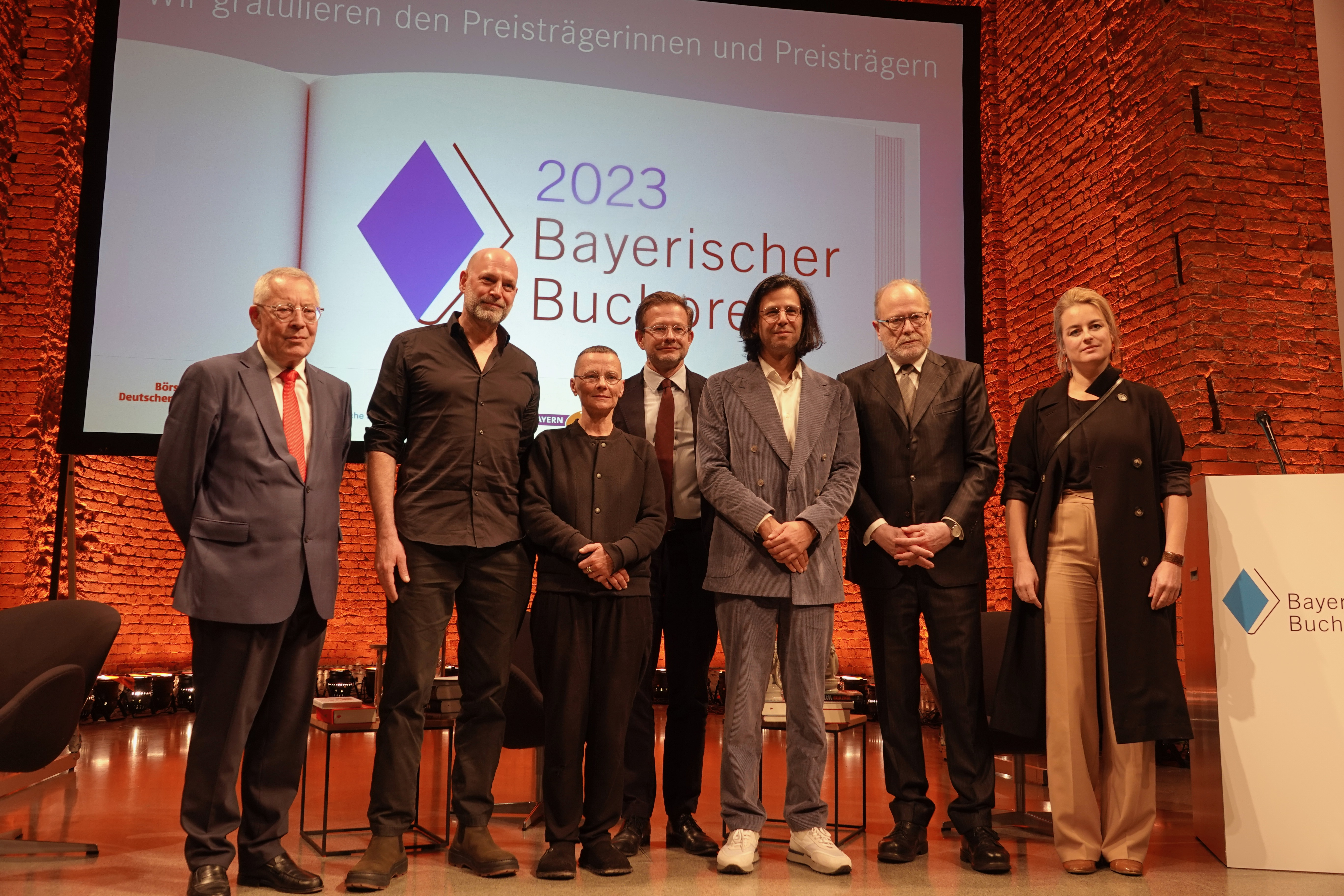
Bayerischer Buchpreis 2023 - Nominierte u. Preisträger v.l.: Karl Schlögel, Florian Werner, Stephanie Bart, Florian Illies, Deniz Utlu, Jan Philipp Reemtsma, Teresa Präauer

- Preisträger: Deniz Utlu: Vaters Meer (Suhrkamp)

- außerdem nominiert: Stephanie Bart: Erzählung zur Sache (Secession Verlag), Teresa Präauer: Kochen im falschen Jahrhundert (Wallstein)

#### Sachbuch
- Preisträger: Jan Philipp Reemtsma: Christoph Martin Wieland (C. H. Beck),

- außerdem nominiert: Karl Schlögel: American Matrix (Hanser), Florian Werner: Die Zunge (Hanser Berlin)[28]

#### Ehrenpreis des Bayerischen Ministerpräsidenten
- Florian Illies[28]

#### Bayern-2-Publikumspreis
- Preisträger: Caroline Wahl: 22 Bahnen (DuMont)
- außerdem nominiert: Ewald Arenz: Die Liebe an miesen Tagen (DuMont); Ewald Frie: Ein Hof und elf Geschwister (C. H. Beck); Dörte Hansen: Zur See (Penguin); Robert Seethaler: Das Café ohne Namen (Claassen)

### 2024

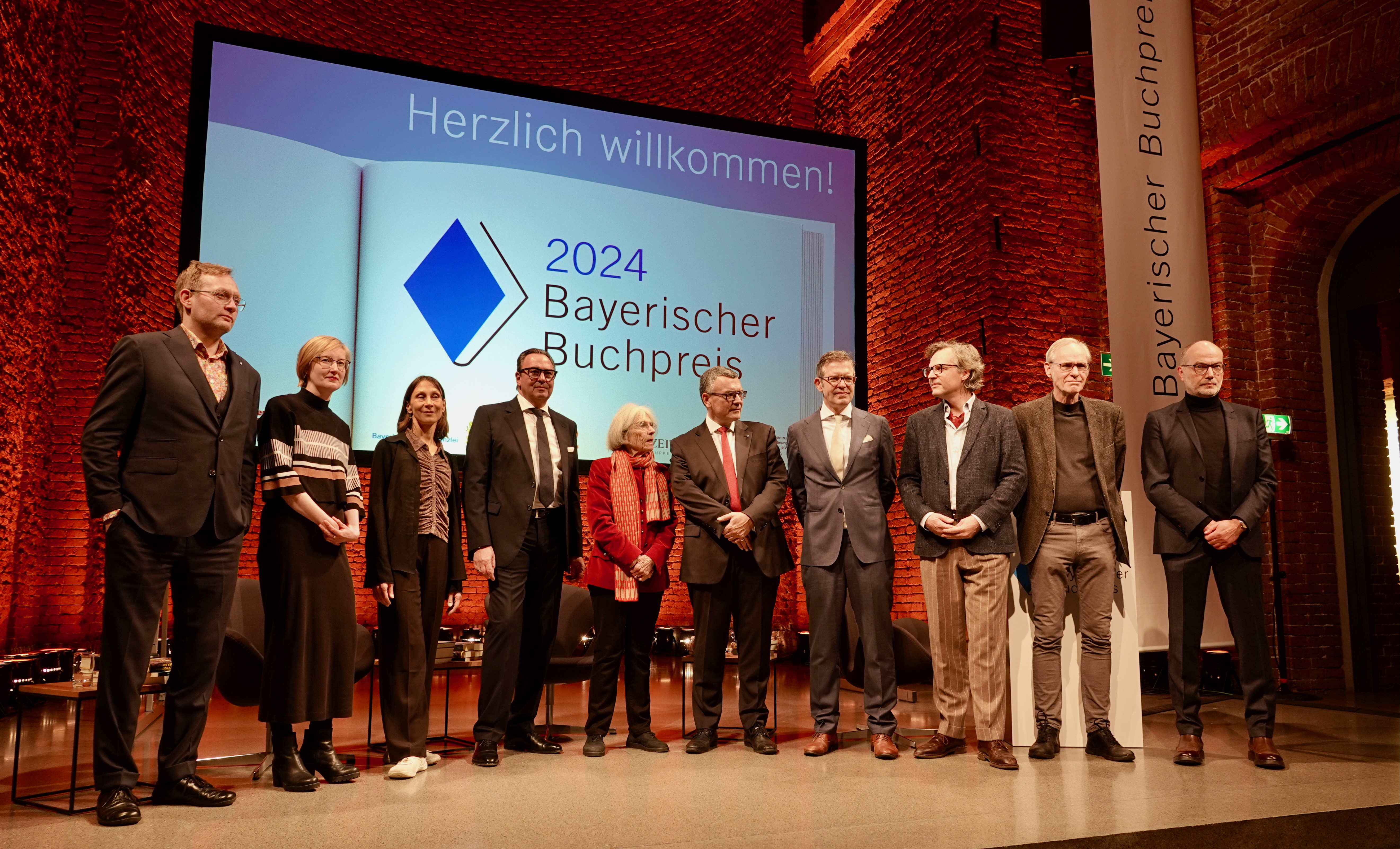
2024, v. li.: Clemens Meyer, Alexandra Stahl, Martina Hefter, Klaus Führeder (Börsenverein - Bayern), Donna Leon, Florian Herrmann (Minister für Bundesangelegenheiten u. Medien.), Steffen Mau, Oliver Schlaudt, Carel van Schalk, Kai Michel, Harald Meller

#### Belletristik
- Preisträger: Clemens Meyer: Die Projektoren. (S. Fischer)

außerdem nominiert:
- Martina Hefter: Guten Morgen, wie geht es Dir? (Klett-Cotta)
- Alexandra Stahl: Frauen, die beim Lachen sterben.(Jung und Jung)

#### Sachbuch
- Preisträger: Steffen Mau: Ungleich vereint. Warum der Osten anders bleibt. (edition suhrkamp)

außerdem nominiert:
- Harald Meller, Kai Michel, Carel von Schaik: Die Evolution der Gewalt (dtv)
- Oliver Schlaudt: Zugmüllt. Eine müllphilosophische Deutschlandreise. (C.H. Beck)

#### Ehrenpreis des Bayerischen Ministerpräsidenten
- Donna Leon[29]

#### Bayern-2-Publikumspreis
- Leonie Schöler: Beklaute Frauen, Penguin Verlag, München ISBN 978-3-328-60323-8